# Los Álamos, Hidalgo
Los Álamos är en ort i Mexiko.   Den ligger i kommunen Tulancingo de Bravo och delstaten Hidalgo, i den sydöstra delen av landet, 110 km nordost om huvudstaden Mexico City. Los Álamos ligger 2 156 meter över havet och antalet invånare är 142.
Terrängen runt Los Álamos är kuperad åt sydväst, men åt nordost är den platt. Runt Los Álamos är det tätbefolkat, med 476 invånare per kvadratkilometer. Närmaste större samhälle är Tulancingo, 5,0 km öster om Los Álamos. Omgivningarna runt Los Álamos är en mosaik av jordbruksmark och naturlig växtlighet.